# إم. فريد حبيب
إم. فريد حبيب (بالإنجليزية: M Farid Habib)‏ هو عسكري باكستاني وبنغلاديشي، ولد في 1959 في منطقة تانغيل ‏ في بنغلاديش.